# Henny Knoet
Henny Knoet (Bergen op Zoom, 3 mei 1942 – Sprang-Capelle, 26 augustus 2013) was een Nederlands ontwerper. Hij was met name bekend van zijn werkzaamheden voor sprookjespark de Efteling.
Na een poos in Duitsland te hebben gewerkt, kwam Knoet in 1979 bij de Efteling werken als ruimtelijk vormgever. Later ontwierp hij zelf verschillende delen van het park. Zijn werk kenmerkte zich vaak door een vrolijke, kleurrijke stijl.

## Efteling-portfolio
- Oude parkplattegrond
- Game Gallery
- Martelscène Fata Morgana
- Monsieur Cannibale
- Parkmascotte Pardoes de Tovernar
- Kinder-avonturendoolhof
- Het Kleuterhof
- Sprookjes: de herberg van Tafeltje dek je en het kasteel van de stiefmoeder
- Pardoes Promenade en Brink
- Pinautomaten Bank en Schatkist
- Gijs 'Nijltje in het Teiltje'
- Pardoesmobiel
- T-Fordjes van de Oude Tuffer
- De tekst: "Ook gij zult varen tot het einde der tijden, ghahaa!" (Willem van der Decken) in De Vliegende Hollander[2]

- International Standard Name Identifier: 0000 0003 8872 4750
- Nederlandse Thesaurus van Auteursnamen: 17600842X
- Virtual International Authority File: 281974722
- WorldCat: E39PBJqK6VxGjhC89BCFT4HQv3

Lijst van attracties in de Efteling · Lijst van sprookjes in de Efteling · Afbeeldingen